# Ignacio Garate
Ignacio Garate Bergaretxe (Durango, Vizcaya, 5 de enero de 1929 — Ib., 10 de enero de 2007) fue un futbolista español que se desempeñaba como centrocampista.
Era el hermano menor de Francisco Gárate, reconocido delantero del Athletic Club.

## Trayectoria
Gárate llegó al Athletic Calvo en 1950, tras dos temporadas en el Erandio y otra en la Cultural Durango.  Allí consiguió una decena de goles en sus primeras dos temporadas. Continuó su trayectoria en las filas del CA Osasuna, Real Murcia y Deportivo de la Coruña para retirarse, en 1957, en el Athletic Club.

## Clubes
| Club                            | País   | Año       |
| ------------------------------- | ------ | --------- |
| Cultural Durango                | España | 1947-1948 |
| Sociedad Deportiva Erandio Club | España | 1948-1950 |
| Athletic Club                   | España | 1950-1952 |
| CA Osasuna                      | España | 1952-1953 |
| Real Murcia                     | España | 1953-1954 |
| Deportivo de la Coruña          | España | 1954-1956 |
| Athletic Club                   | España | 1956-1957 |

## Palmarés
| Título          | Club          | País   | Año  |
| --------------- | ------------- | ------ | ---- |
| Copa Eva Duarte | Athletic Club | España | 1950 |